# 長葉蝠屬
長葉蝠屬（学名：Macrophyllum），哺乳綱、翼手目、葉口蝠科的一屬，而與長葉蝠屬（長葉蝠）同科的動物尚有美洲葉鼻蝠屬（加州葉鼻蝠）、南美大耳蝠屬（絨大耳蝠）、劍鼻蝠屬（金劍鼻蝠）、絨假吸血蝠屬（絨假吸血蝠）等之數種哺乳動物。

## 下属物种
本属包括以下物种：
- 长叶蝠 Macrophyllum macrophyllum (Schinz, 1821)，長腿大葉口蝠